# 화산초등학교 (충북)
화산초등학교는 대한민국 충청북도 제천시에 있는 공립 초등학교이다.

## 학교 연혁
- 1980년 5월 1일: 개교

## 참고 자료
- 화산초등학교 - 한국교육학술정보원 학교알리미